# Isobel Gunn
Isobel Gunn, född 1781, död 1861, var en skotsk upptäcktsresande och handelsagent. Hon var anställd i Hudson Bay-kompaniet och den första västerländska kvinna som nådde Västra Kanada. 
Isobel Gunn var från Orkneyöarna. Hon tog värvning vid Hudson Bay-kompaniet tillsammans med sin bror under sin fars namn John Fubister och förklädd till man år 1806. I Kanada var hon anställd vid Fort Albany och åföljde åtskilliga expeditioner, bland annat en till Pembina i det yttersta nordvästra punkten av Kompaniets Kanada. Enligt traditionen tog hon värvning för att följa sin älskare, John Scarth: hon hade oavsett ett förhållande med denne, och de deltog ibland i samma expedition. Då hon i december 1807 fick barn med John Scarth avslöjades hennes kön och hon avskedades av kompaniet. Hon fick en tid arbeta som tvätterska, men skickades 1808 tillbaka till Orkney.   